# Asteismus
Asteismus (řecky asteismos, „zdvořilost, uhlazenost“) je rétorický prostředek mající povahu komplimentu, zastřeně obsahujícího též kritiku, zpravidla zmírněnou. V komunikaci jej lze použít též ke snížení druhého, případně k osobnímu útoku.
Příkladem může být věta: „To jsou ale rozkošné šaty! Až neuvěřitelné, jaké divy udělají s Vaší postavou.“ Tato zdánlivá poklona v sobě skrývá nenápadný odkaz na fyzické nedostatky dotyčné osoby.